# Beaudesert
Beaudesert ist eine Ortschaft im südöstlichen Queensland (Australien). Beaudesert liegt am Mount Lindesay Highway etwa 60 km südlich von Brisbane und etwa 40 km westlich vom Pazifischen Ozean entfernt. Die Ortschaft liegt am Logan River. 1842 wurde eine Rinderfarm namens Beaudesert an den Ufern dieses Flusses gegründet, woraus sich im Laufe der Jahre die Ortschaft Beaudesert entwickelte. Dabei wurde die Rinderfarm nach dem Ort Beaudesert in Staffordshire benannt. Im Jahr 2021 hatte Beaudesert 8.127 Einwohner.
In Beaudesert gibt es nach wie vor zahlreiche historische Gebäude, welche mehr als 150 Jahre zurückgehen und die einstige und nach wie vor große Bedeutung der Rinderhaltung in der Region belegen. 
Die Region um Beaudesert ist vor allem für ihre zahlreichen Nationalparks (z. B. Lamington National Park) mit unberührten Regenwäldern bekannt. Außerdem ist Beaudesert heute eine Hochburg der Pferdezucht und für Pferdeliebhaber. 
1863 wurde nahe Beaudesert die erste Baumwollplantage von Queensland in Betrieb genommen. Dafür wurden vor allem Südsee-Insulaner als Arbeitskräfte angeheuert. 
Heute spielen in Beaudesert und Umgebung die Milchviehhaltung, die Schweinehaltung, der Anbau von Früchten und Luzerne, der Maisanbau sowie die Kultivierung von Kürbissen eine wichtige Rolle. In Beaudesert sind heute zahlreiche Fleischverarbeitungsbetriebe und Molkereien ansässig.

## Persönlichkeiten
- Riley Day (* 2000), Sprinterin
- Camryn Newton-Smith (* 2000), Siebenkämpferin